# بيتر تشو
بيتر تشو (بالبورمية: ဝင်းသန်း) هو شخصية أعمال ميانماري، ولد في 1954 في ماندالاي في ميانمار.